# NGC 431
NGC 431 este o galaxie lenticulară situată în constelația Andromeda. A fost descoperită în 22 noiembrie 1827 de către John Herschel.